# María Luisa Escobar
María Luisa González Gragirena de Escobar (Valencia, Venezuela, 5 de diciembre de 1898 - Caracas, 14 de mayo de 1985), conocida artísticamente como María Luisa Escobar fue una musicóloga, pianista y compositora venezolana y fundadora del Ateneo de Caracas.

## Biografía

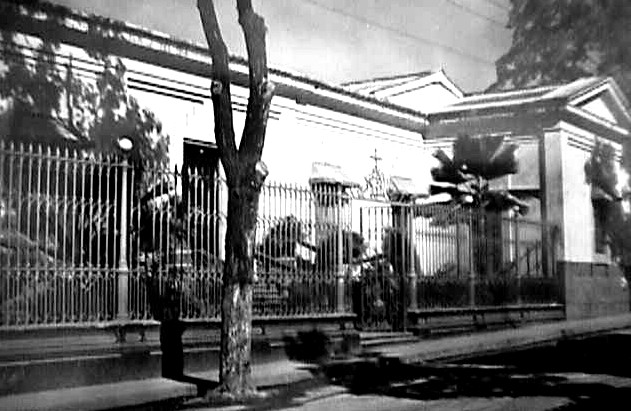
Colegio Lourdes en la ciudad de Valencia donde estudió María Luisa Escobar.

María Luisa Escobar fue hija de Enrique González Olivo y María Gragirena Mijares. Descendiente de sefardíes por línea de los Mijares lo que la conecta además con los Rodríguez del Toro. Sus padres contrajeron nupcias en Curazao el 21 de enero de 1895. A los cinco años ingresó al Colegio de Lourdes donde inició sus estudios de piano. Un año después compuso su primer tema titulado “Blanca, la niña Angélica”. A los ocho años viajó con sus padres a Curazao y fue internada en el Colegio "Welgelegen Habay", donde amplió su cultura estudiando los idiomas francés e inglés, continuaría sus estudios de piano y haría estudios de violín y composición con profesores especializados, concluyendo su bachillerato en 1917. Una vez concluida esta etapa, perfeccionó en París sus estudios de piano y composición, además de canto bajo la tutela de músicos como Jean Roger-Ducasse, Arthur Honegger y Charles Koechlin.
Cuando regresó a Venezuela, dos años más tarde, compuso a los 16 un ensayo de teatro musical, contando con la colaboración de la poetisa Olga Capriles y el músico y compositor Juan Vicente Lecuna. Contrajo matrimonio en 1918 con el alemán Federico Wolf y se radicaron en Puerto Cabello. Tuvo a sus tres primeros hijos Waldemar, Irma e Ivan Wolf González; aunque se divorciaron años después. Luego, se casó con  el también violinista y compositor José Antonio Escobar Saluzzo (1877-1970) residenciándose en Caracas. De esta unión, nació su cuarto hijo Toney Escobar González. Con su esposo y el también músico y compositor Pedro Antonio Ríos Reyna, además de otros artistas inició el conjunto vocal instrumental "Quinteto Ávila" del cual era la cantante y arreglista. El 11 de julio de 1928, en un estudio de grabación en Caracas grabó para la empresa Victor Talking Machine Company los temas "Alondras", "Mar adentro", "Tu maldad" y "Ángel de mis sueños", también compuestos y arreglados por ella. En estas grabaciones, su nombre aparece acreditado como Maritza Graxirena, siendo escrito su apellido materno a la usanza catalana.
En compañía de personalidades tales como la actriz Eva Mondolfi, Ana Cristina Medina, el escritor Rómulo Gallegos, el compositor y músico Vicente Emilio Sojo, la escritora Teresa de la Parra y el escritor Fernando Paz Castillo fundó el teatro Ateneo de Caracas el 8 de agosto de 1931 institución que dirigió hasta 1943. En 1941 estrenó con éxito y críticas favorables en el Teatro Municipal de Caracas su primera obra de teatro lírico, “Orquídeas Azules”, compuesta en colaboración con la escritora venezolana Lucila Palacios.  Aparte de sus labores musicales, la compositora realizó investigaciones acerca de las leyendas indígenas venezolanas y de ellas surgirían óperas como “La Princesa Girasol” y el drama coreográfico "Guaicaipuro" que fuera estrenado en 1951, con motivo de la celebración de los terceros Juegos Olímpicos Bolivarianos, basado en la vida del cacique venezolano homónimo.
Ante la inexistencia de organismos venezolanos de defensa de los derechos autorales, estableció con otros socios del gremio musical, en 1947 la Asociación Venezolana de Autores y Compositores (AVAC). En la segunda mitad de los años 40, fue encargada de relaciones públicas en la emisora estatal Radio Nacional de Venezuela, donde conoció al entonces novel músico Juan Vicente Torrealba, a quien ofrecería la oportunidad de realizar su primera grabación discográfica. También en esta época compuso el tema "Desesperanza", dedicado a uno de sus hijos, destinado inicialmente al barítono y actor venezolano Eduardo Lanz y que incluiría el tenor venezolano Alfredo Sadel en su primer LP, grabado en 1955. Ese año, Escobar participó como pianista en la grabación "Concierto Venezolano" uno de los primeros LPs realizado en Venezuela, bajo la dirección del músico dominicano Billo Frómeta, con la participación de integrantes de la Orquesta Sinfónica de Venezuela. Para entonces, luego de su segundo divorcio, había adoptado legalmente el apellido Escobar, por lo que todas sus obras aparecieron firmadas con este pseudónimo.
Su popularidad le hizo dar apoyo y abrir el paso a otros artistas venezolanos, lo que llevaría a convertirse en fundadora del Sindicato Profesional de Autores y Compositores de Venezuela, en 1955 junto a  Lorenzo Herrera, Luis Alfonzo Larrain, Jesús Sanoja, Luis María Frómeta (Billo), Jesús Corrales Sánchez, Jacobo Erder y Aníbal Abreu. Desde entonces emprendió una lucha por el reconocimiento de los derechos de autor.
Debido a sus méritos como investigadora, músico, cantante, compositora y su lucha a favor de autores y compositores, María Luisa Escobar obtuvo el Premio Nacional de Música en el año 1984, pocos meses antes de su muerte.

## Lista de composiciones
María Luisa Escobar compuso una innumerable gama de canciones y boleros, entre los que sobresalen:
- "Desesperanza"
- "Caracas Romántica"
- "Como la primera vez"
- "Vente con el alba"
- "Noches de luna de Altamira"
- "Contigo"
- "Orquídeas azules" con letra de Mercedes Carvajal de Arocha (Lucila Palacios)
- "Luna de Camoruco"
- "La despedida"
- "Caribe" tema de presentación de Radio Caracas (RCTV) durante mucho tiempo.
- "La luz de mi ciudad"
- "El marinero"
- "No puedo olvidarte"
- "Canción de oro"
- "Sueños de Bolívar"
- "Paraguaná"
- "Curiana"
- "Orinoco"
- "Canción del aviador"
- "Siete lunas"
- "Siempre"
- "Aleluya"
- "Carnaval de candela"
- "Concierto sentimental",
- "Vals de concierto"
- "Petit suite"
- "Mi general Bolívar"
- "Diez canciones sentimentales"